# 라이거
라이거(Liger)는 수사자과 암범과의 종간 잡종이다. 야생종은 없으며, 수컷과 대부분의 암컷은 새끼를 낳지 못한다. 그러나 극소수의 암컷은 교미가 가능하며 수사자와의 사이에서 태어난 개체는 '라일라이거', 수범과의 사이에서 태어난 개체는 '타일라이거'라고 한다. 부모가 흰색이면 화이트라이거로 태어날 수 있다. 국내에서는 마지막 개체였던 '크리스'가 폐사하여 더 이상의 라이거를 볼 수 없다. 성질은 호랑이와 사자의 섞어 놓은 것과 비슷하고 보통 부모보다 더 크고 순한 편이다.

## 같이 보기
- 타이곤
- 레오폰